# Ingenieurkammer Niedersachsen

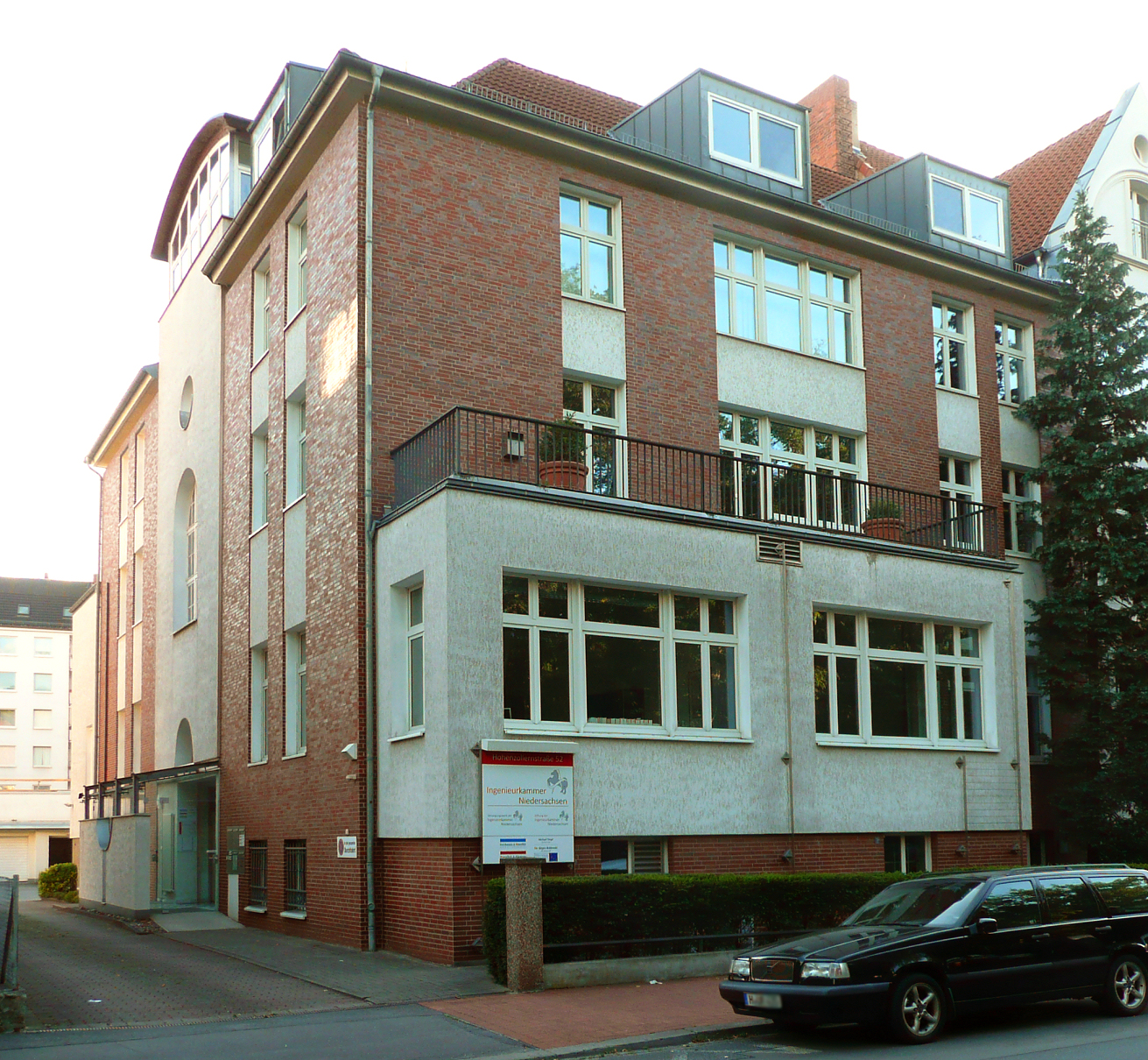
Sitz der Ingenieurkammer Niedersachsen

Die Ingenieurkammer Niedersachsen ist der berufsständische Zusammenschluss von Ingenieuren in Niedersachsen. Der Sitz der Ingenieurkammer befindet sich in Hannover in der Hohenzollernstraße am Rande der Eilenriede im Stadtteil List. Aufsichtsbehörde ist das Niedersächsische Ministerium für Wirtschaft, Verkehr und Bauen. Rechtsgrundlage ist das Niedersächsische Ingenieurgesetz.

## Tätigkeiten und Mitglieder
Die Ingenieurkammer Niedersachsen hat rund 6400 Mitglieder. Mitglied können Personen mit der Berufsbezeichnung Ingenieurin bzw. Ingenieur werden. Die Ingenieurkammer unterscheidet zwischen den Freiwilligen Mitgliedern und den Beratenden Ingenieurinnen und Ingenieuren als Pflichtmitglieder.
Die Tätigkeiten sind durch die Hauptsatzung der Ingenieurkammer Niedersachsen geregelt. Sie verfügt über ein Versorgungswerk sowie über eine Stiftung.

## Struktur
Die Vertreterversammlung ist das entscheidende Organ der Ingenieurkammer Niedersachsen. Sie besteht aus 50 Mitgliedern. Diese unterscheiden sich in freiwillige Mitglieder und Pflichtmitglieder, bei denen es sich um die in die Liste der Beratenden Ingenieurinnen und Ingenieure eingetragenen Personen handelt. Der Vertreterversammlung gehören die freiwilligen Mitglieder und die Pflichtmitglieder je zur Hälfte an. Die Mitglieder der Vertreterversammlung werden von den Kammermitgliedern für eine Wahlperiode von fünf Jahren gewählt. Die Vertreterversammlung beschließt unter anderem die Satzungen innerhalb der Ingenieurkammer und prägt damit entscheidend deren Arbeit. Zur Erfüllung ihrer Aufgaben bedient sie sich ihrer Ausschüsse und Arbeitskreise.
Aus dem Kreis ihrer Mitglieder wählt die Vertreterversammlung den Vorstand. Der Vorstand ist mit dem Präsidenten, zwei Vizepräsidenten und bis zu fünf weiteren Vorstandsmitgliedern besetzt. Derzeit hat Martin Betzler das Amt des Präsidenten inne. Der Präsident vertritt die Ingenieurkammer Niedersachsen in rechtlicher Hinsicht. Die Geschäftsstelle leitet als Hauptgeschäftsführer aktuell Stephan von Friedrichs.

### Präsidenten
- 1990–1996: Werner Meihorst
- 1997–2004:Victor Rizkallah
- 2005–2022: Hans-Ullrich Kammeyer
- seit 2022: Martin Betzler

## Geschichte
Die verschiedenen Ingenieurverbände in Niedersachsen bildeten 1975 einen Arbeitskreis zur Errichtung einer Ingenieurkammer. Der Arbeitskreis unterbreitete 1988 den Entwurf eines Ingenieurgesetzes. Das im Jahr 1989 dem Niedersächsischen Landtag vorgelegte Verfassungsgutachten bestätigte den Kammergesetzentwurf der Ingenieure als verfassungskonform.
Im Jahr 1990 wurde das „Gesetz über den Schutz der Berufsbezeichnung Ingenieur und die Errichtung der Ingenieurkammer Niedersachsen“ durch den Niedersächsischen Landtag beschlossen. Es trat am 5. April 1990 in Kraft.
Die erste Vertreterversammlung der Ingenieurkammer Niedersachsen kam am 8. Oktober 1991 zusammen. Dem Gründungsvorstand gehörten acht Personen an. Der erste Präsident der Ingenieurkammer war Werner Meihorst.
Zunächst eröffnete die Ingenieurkammer ihre Geschäftsstelle in der Lüerstraße in Hannover. Im Jahr 1996 zog die Geschäftsstelle in die Hohenzollernstraße um.

## Berufsbezeichnung
Die Ingenieurkammer Niedersachsen ist zuständige Stelle für die Anerkennung der Berufsbezeichnung Ingenieurin bzw. Ingenieur und erteilt Genehmigungen zum Führen der Berufsbezeichnung. Der Schutz der Berufsbezeichnungen „Ingenieur“ und „Beratender Ingenieur“ und die Anforderungen an die Qualifikation der Berufsausübenden sowie die Qualität der Ingenieurleistungen stehen im besonderen Fokus. Die Ingenieurkammer Niedersachsen nimmt damit Obliegenheiten des öffentlich-rechtlichen Lebens wahr.

## Listen und Verzeichnisse
Als Körperschaft des öffentlichen Rechts erfüllt die Ingenieurkammer Niedersachsen mit dem Führen von Listen und Verzeichnissen gesetzliche Aufgaben. Die Ingenieurkammer Niedersachsen prüft die Voraussetzungen für die Eintragungen und stellt privaten wie öffentlichen Auftraggebenden qualifizierte Expertinnen und Experten für die Planung und Realisierung von baulichen und technischen Projekten zur Verfügung. Die Qualität wird durch fachliche Anforderungen und mit einem System der berufsständischen Selbstkontrolle sichergestellt. Dies dient dem Verbraucherschutz sowie dem Schutz der Allgemeinheit.
Die Ingenieurkammer Niedersachsen führt entsprechend auch die Liste der Entwurfsverfasserinnen und Entwurfsverfasser. Mit der Eintragung in diese Liste erhalten Eingetragene die uneingeschränkte Bauvorlageberechtigung, die notwendig ist, um bei den unteren Bauaufsichtsbehörden Bauanträge stellen zu können.
Folgende Listen und Verzeichnisse werden geführt:
- Liste der Beratenden Ingenieurinnen und Ingenieure
- Liste der Freiwillige Mitglieder
- Gesellschaftsliste der Beratenden Ingenieurinnen und Ingenieure
- Liste der Entwurfsverfasserinnen und Entwurfsverfasser
- Liste der Tragwerksplanerinnen und Tragwerksplaner
- Sachgebietsregister

Die Ingenieurkammer Niedersachsen ist darüber hinaus Bestellungskörperschaft für Sachverständige im Ingenieurwesen. Sie führt ein Verzeichnis der öffentlich bestellten und vereidigten Sachverständigen.

## Weitere Aufgaben
Nach dem Niedersächsischen Ingenieurgesetz nimmt die Ingenieurkammer Niedersachsen die beruflichen Belange der Kammermitglieder wahr. Sie sorgt für die Einhaltung der Berufspflichten ihrer Mitglieder und der Beratenden Ingenieure und stellt ein  Fort- und Weiterbildungsprogramm zur Verfügung. Außerdem unterstützt sie den Berufsstand durch Informationen, Beratungs- und Serviceleistungen  um die Berufsausübung. Auch soll sie die Ingenieurtätigkeit im Sinne der Allgemeinheit und der wissenschaftlichen Entwicklung fördern sowie das Ansehen des Berufsstandes der Ingenieure aufrechterhalten.